# Chant Znamenny

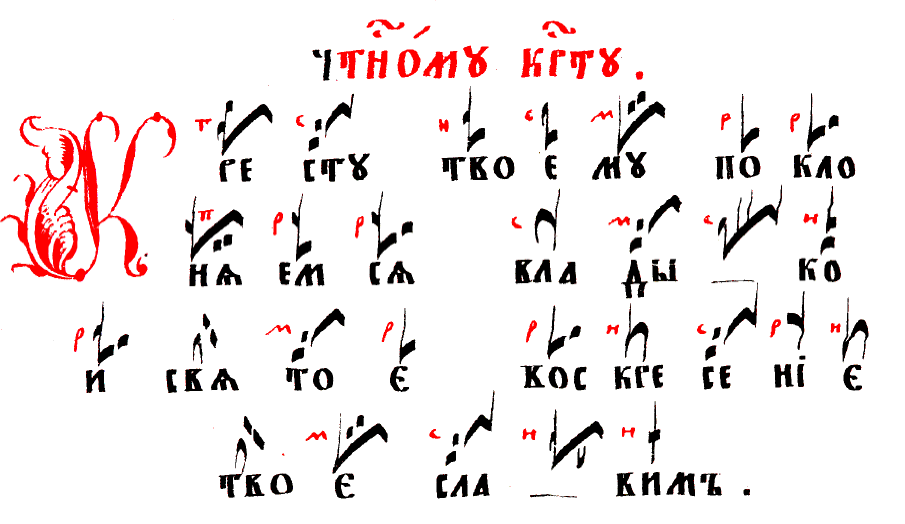
Exemple de notation Znamenny avec des « marques rouges », Russie, 1884.

Le chant Znamenny (en russe знаменное пение, знаменный распев) est une tradition vocale de l'Église orthodoxe russe. Le chant Znamenny est une liturgie mélismatique à l'unisson qui a sa propre notation, appelée stolp.
Les symboles utilisés dans cette notation stolpe sont appelés Kryuki (en russe крюки, crochets) ou Znamena (en russe знамёна, signes). Souvent les noms des signes sont utilisés pour se référer à la notation stolp. Les mélodies Znamenny sont une partie du système des Huit Modes (structures d'intonation, appelées hlasy) ; les mélodies sont caractérisées par leur fluidité et leur équilibre. Il existe plusieurs types de chant Znamenny : les plus connus sont les Stolpovoy, Malyj (Petit) and Bolshoy (Grand) chants Znamenny. Le chant Ruthénien (Prostopinije) est souvent considéré comme une subdivision de la tradition du chant Znamenny, avec le chant Moscovite, devenant la seconde branche du même continuum musical.

## Notation
À cause de la complexité du système, une simplification a été développée par Ivan Chaïdourov autour de 1600, appelée « marques rouges » (en russe : киноварные знаки (kinovarnye znaki)) qui consistait en de petites lettres en rouge placées devant chaque signe Znamenny. Elles indiquaient la plus haute note du signe précédent. C'est généralement considéré comme la première étape d'une certaine simplification du système.